# لويس برودي
لويس برودي (بالألمانية: Louis Brody)‏ هو ممثل ألماني وكاميروني، ولد في 15 فبراير 1892 في دوالا في الكاميرون، وتوفي في 11 فبراير 1952 في برلين في ألمانيا.

## أعمال

### أفلام
- (1940) اليهودي سوس

## وصلات خارجية
- لويس برودي على موقع IMDb (الإنجليزية)
- لويس برودي على موقع ألو سيني (الفرنسية)
- لويس برودي على موقع قاعدة بيانات الأفلام السويدية (السويدية)
- لويس برودي على موقع قاعدة بيانات الفيلم (الإنجليزية)
- لويس برودي على موقع كينوبويسك (الروسية)